# ゲヒルン
ゲヒルン株式会社（英: Gehirn Inc.）は、東京都千代田区に本社を置き、セキュリティコンサルティングや防災情報の提供を行う日本の企業である。
さくらインターネットの完全子会社。

## 概要
ITエンジニアの石森大貴（いしもり だいき、1990年生まれ、宮城県石巻市出身）が設立した企業である。石森は、小学6年生の頃からホスティングサーバサービスの運営を行うなど幼少期からコンピューターネットワーク環境に精通しており、高校2年生の2007年にはセキュリティキャンプに参加、さらにテレビドラマ『ブラッディ・マンデイ』のクラッキングシーンをブログで仔細に考察するなどしてネット上で話題となり、2008年のセキュリティ&プログラミングキャンプに講師補助として参加したときに「ブラッディ・マンデイ」のセキュリティシーンの監修を務めたサイバーディフェンス研究所と交流を持つ。その後筑波大学に進学してもあまり学校に通っていなかった石森を見て、サイバーディフェンス研究所の関係者が起業を勧め、在学中だった2010年7月にセキュリティコンサルティングを主業務として設立したものである。「ゲヒルン」の名称はドイツ語で「頭脳」の意味だが、これは石森が好きだというアニメ『新世紀エヴァンゲリオン』の組織「ゲヒルン」から採ったものである。
社員はわずか十数名で、ほぼ平成生まれの若者で構成されている。金融機関をはじめとした大手企業のセキュリティ診断を手がけている。
石森が個人で運用していた防災情報を発信するTwitterアカウント「特務機関NERV」において、東日本大震災発生後から積極的な情報発信に取り組んだことを契機に防災情報の提供をゲヒルンの社業として行うようになり、現在では「情報セキュリティ（脆弱性診断）」「インフラストラクチャ（サーバー管理）」に加えて「防災（防災情報配信）」が主要業務の一つとなっている。

## 沿革
- 2010年2月 - 石森が様々な防災情報を発信するTwitterアカウント「特務機関NERV」の運用を開始する[5][6]。
- 2010年7月6日 - ゲヒルン株式会社を設立。
- 2011年3月 - 東日本大震災が発生しTwitterアカウントの認知度を上げる[5]。
- 2016年4月25日 - さくらインターネットに対し、ゲヒルンの株式譲渡に関する契約を結び（同年5月27日付で譲渡完了）[7]、さくらインターネットの子会社となる。
- 2019年9月1日 - 防災の日に合わせ防災情報を国内最速レベル[6][注釈 1]で配信するiPhone専用アプリの「特務機関NERV防災」をリリース開始する[5]。
- 2020年1月 - 三菱自動車、スカパーJSATと共同で、災害時に防災情報配信サービスの継続と近隣自治体への支援を目的として、アウトランダーPHEVをベースとした災害対策車「特務機関NERV制式 電源供給・衛星通信車両 5LA-GG3W（改）」を制作[5][10][11][12]。
- 2020年8月31日 - 神奈川県足柄下郡箱根町と災害時支援業務協定（防災協定）を締結。災害対策基本法に規定する災害発生時に、箱根町から要請があり次第、前述の災害対策車を派遣し、通信サービス等の提供を行う[13]。箱根町がエヴァンゲリオンシリーズに登場する架空の都市「第3新東京市」のモデルとされたことの縁による。
- 2022年4月18日 - 「TBS NEWS DIG Powered by JNN」（TBSテレビを初めとするJNN[注釈 2]加盟の全28局が共同で運営するニュース動画の配信サイト）から配信される防災関連のコンテンツ向けに、防災情報の提供を開始[15]。